# Oryctolagus
Genre
Oryctolagus est un genre de lagomorphes de la famille des Leporidae.

## Liste des espèces
Selon Mammal Species of the World (version 3, 2005)  (25 février 2014) :
- Oryctolagus cuniculus (Linnaeus, 1758)

et les espèces fossiles :
- Oryctolagus burgi
- Oryctolagus giberti de Marfà, 2008
- Oryctolagus lacosti (Pomel, 1853)
- Oryctolagus laynensis López Martínez, 1977